# Börse (Quedlinburg)

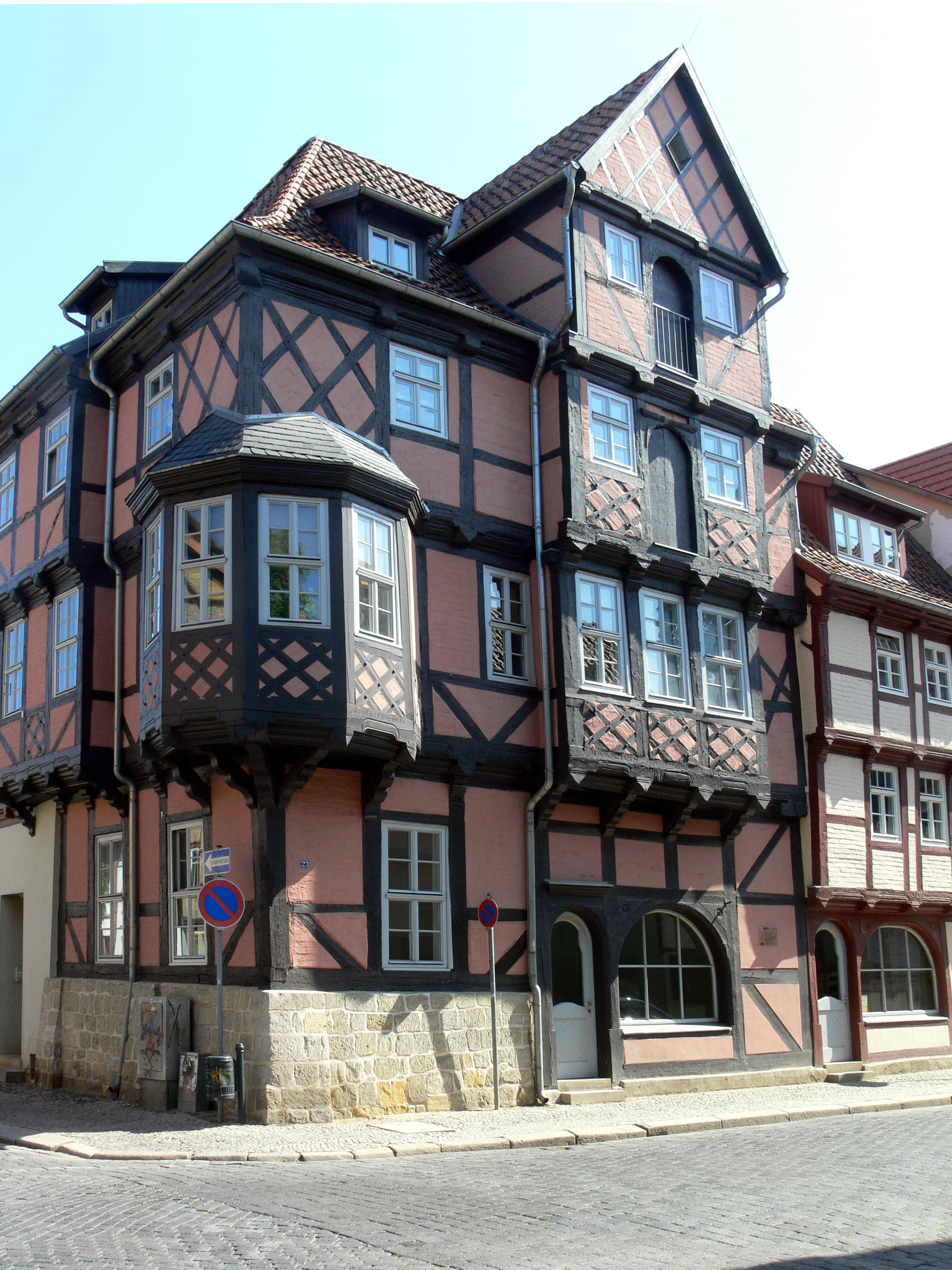
Börse, rechts der östliche Fachwerkteil von 1677

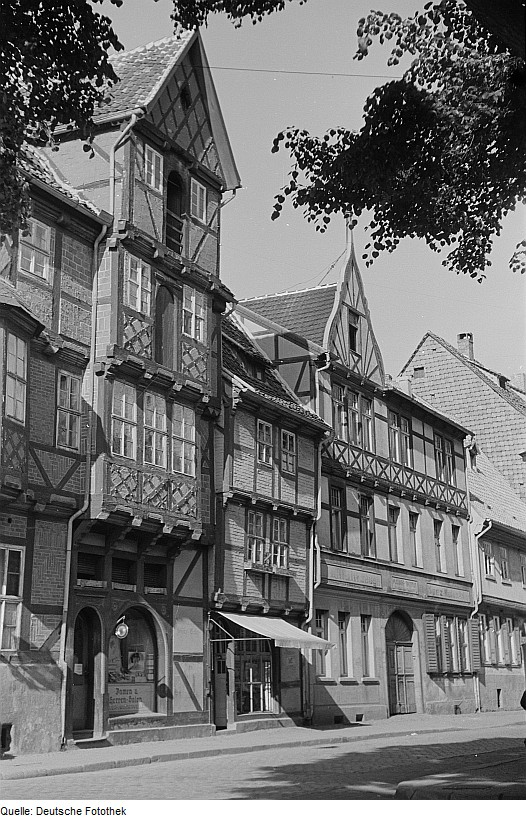
Börse im Jahr 1951

Die Börse ist ein denkmalgeschütztes Gebäude in der Stadt Quedlinburg in Sachsen-Anhalt.

## Lage
Das Gebäude, Steinweg 23, befindet sich in der historischen Neustadt Quedlinburgs, an der Einmündung der Reichenstraße auf den Steinweg und gehört zum UNESCO-Weltkulturerbe.

## Architektur und Geschichte
Errichtet wurde das dreigeschossige repräsentative Fachwerkhaus durch den Zimmermeister Andreas Besen im Stil des Barock. Es ist das früheste bekannte Werk Besens in Quedlinburg. Eine Inschrift nennt neben dem Kürzel des Baumeister AZM und den Bauherren Andreas Kemmrich und seine Ehefrau Anna Margaretha als Baujahr anno 1683, den 5. May. Außerdem enthält die Inschrift einen Segensspruch. Verändert aufgemalt ist darüber hinaus die auf Besen verweisende Inschrift M. ANDREAS BEHSE ZM. Kemmrich, der 1680 das benachbarte Haus Steinweg 24 gekauft hatte, war auch im Bereich Braugerste, Bierbrauerei, Eisen und Holz tätig.
Bemerkenswert ist die Fassadengestaltung mit weit vorspringenden Kopfbändern und aus der Wand hervortretenden Erkern, Dachaufbauten und Bauteilen. Einzelne Fächer des Fachwerks sind mit doppelten Kreuzverbänden, sogenannten Rautenkreuzen verziert. Am Gebäude finden sich auch die für Quedlinburg typischen Pyramidenbalkenköpfe. An den Stockschwellen befinden sich Schiffskehlen. Über dem zum Steinweg zeigenden zweigeschossigen, dreiachsigen Kastenerker befindet sich ein Zwerchhaus. Zur Südseite bestehen im zweiten Obergeschoss und im Dach zwei rundbogige Ladeluken. Der an der Gebäudeecke befindliche Erker ist polygonal ausgeführt. Auch die Fassade zur Reichenstraße verfügt über einen zweistöckigen Kastenerker, der mit einem Schleppdach bedeckt ist.
Das Haus weist alle für Quedlinburg in der Zeit typischen Schmuckelemente auf, stellte mit der Abwandlung traditioneller Bauglieder jedoch eine Weiterentwicklung der Fachwerkbauweise in Quedlinburg dar. Die heutige dunkelrote Farbgebung der Fassade geht auf die Gestaltung des Spätbarock zurück. In der Bauzeit war das Holz vermutlich dunkelbraun gestrichen, während die Gefache möglicherweise ziegelsichtig mit weißem Fugenmörtel gestaltet waren.
Zum Haus gehört auch ein an der Ostseite stehendes Fachwerkhaus, das ursprünglich als selbständiges Gebäude gebaut worden war. Dieses schlichte dreistöckige Fachwerkhaus entstand bereits 1677 durch Peter Dünnehaupt für den Bauherrn Hans Dittmer. Auf Dünnehaupt verweist die mit einem Wappen verzierte Inschrift M.P.D. Das Fachwerk ist mit Pyramidenbalkenköpfen, profilierten Füllhölzern und flachen Schiffskehlen gestaltet. Zierausfachungen des Fachwerks sind mit Ziegelsteinen ausgemauert.
Eigentümer der Börse war bis 1904 die Blankenburger Brauerei Glückauf. Sie betrieb im Erdgeschoss des Gebäudes die beliebte Gaststätte Zur Börse. 1903 hatte der Magistrat den schlechten baulichen Zustand des Hauses kritisiert. Der örtliche Verein für Geschichte und Altertum forderte von der Stadt einen Kauf des Gebäudes um den Verfall zu stoppen. Auch unter Berücksichtigung einer Bedeutung des Hauses für den Tourismus schloss Quedlinburg am 21. Januar 1904 den Kaufvertrag und erwarb die Börse für 26.500 Mark. Die Stadt begann mit einer Fassadenreinigung und versah das Gebäude mit einem Anstrich aus Ölfarbe.
Es bestand sowohl vom Steinweg als auch von der Reichenstraße aus ein Eingang zum Haus mit seitlich der Türen befindlichen Fenstern. 1904 wurde in beiden Häusern das Erdgeschoss umgestaltet und Ladengeschäfte in aufeinander abgestimmter Form gestaltet, wobei es auch in den Jahrhunderten zuvor schon Umbauten im Erdgeschoss gab. Es entstand eine rundbogige Tür. Vorbild für ihre Formgebung war die Gestaltung der Ladeluken. Oberhalb der Tür war in Anlehnung an ein ursprünglich im Gebäude bestehendes Zwischengeschoss zunächst ein Fensterband vorgesehen, wurde jedoch nicht umgesetzt.
1909 erließ der Magistrat der Stadt Quedlinburg ein Ortsstatut, mit dem unter Gesichtspunkten des Denkmalschutzes die sogenannte Verunstaltung der Straßen verhindert werden sollten. In diesem Statut war auch bereits die Börse mit aufgenommen.